# Palpomyia pacifica
Palpomyia pacifica är en tvåvingeart som beskrevs av Remm 1981. Palpomyia pacifica ingår i släktet Palpomyia och familjen svidknott.
Artens utbredningsområde är Taiwan. Inga underarter finns listade i Catalogue of Life.